# Gran Premio d'Austria 2020
Il Gran Premio d'Austria 2020 è stata la prima prova della stagione 2020 del campionato mondiale di Formula 1. La gara si è corsa domenica 5 luglio sul Red Bull Ring di Spielberg ed è stata vinta dal finlandese Valtteri Bottas su Mercedes, all'ottavo successo in carriera; Bottas ha preceduto all'arrivo il monegasco Charles Leclerc su Ferrari e il britannico Lando Norris su McLaren-Renault.
Il britannico Lewis Hamilton su Mercedes, secondo all'arrivo, è penalizzato di cinque secondi sul tempo di gara per avere causato una collisione con Alexander Albon. Scala pertanto in quarta posizione.
La gara avrebbe dovuto essere l'undicesima della stagione ma, a seguito della pandemia di COVID-19, la Federazione Internazionale dell'Automobile è stata costretta a modificare il calendario mondiale, posizionando così la gara austriaca come il primo appuntamento della stagione. La gara è anche la prima che si è tenuta a porte chiuse nella storia del mondiale di Formula 1, sempre per limitare la diffusione del virus.

## Vigilia

### Aspetti tecnici
Per questa gara la Pirelli, fornitrice unica degli pneumatici, porta gomme di mescola C2, C3 e C4.
La Federazione stabilisce tre zone ove i piloti possono attivare il Drag Reduction System: la prima zona è fissata tra la curve Castrol Edge (curva 1) e la Remus (curva 3), con punto di distacco fra i piloti posto prima della Castrol Edge; la seconda zona tra la Remus e la Schlossgold (curva 4), con il punto di determinazione del distacco fissato prima della Remus; la terza zona è sul rettilineo dei box, con detection point prima della Red Bull Mobile (curva 10).
Rispetto alle edizioni precedenti, vengono eliminati i dissuasori alle curve 9 e 10. Al posto di essi sono stati collocati dei sensori per fare rispettare i limiti della pista.
La Red Bull Racing richiede alla FIA un chiarimento in merito alla conformità al regolamento del nuovo dispositivo montato sulle Mercedes, denominato DAS (Dual Axis Steering) che, agendo sul sistema dello sterzo, consente ai piloti di modificare l'angolo di convergenza, muovendolo su un secondo asse. Tale richiesta era pronta già prima del Gran Premio d'Australia, poi annullato. Secondo la scuderia anglo-austriaca il sistema vìola la norma che vieta la variazione di alcune parti aerodinamiche in movimento, e quella che impedisce di effettuare regolazioni sul sistema delle sospensioni, mentre l'auto è in movimento. La Federazione rigetta il ricorso, considerando il sistema come parte dello sterzo, e quindi non avendo influenze su aerodinamica e sospensioni.
Dopo l'annullamento delle prime dieci gare inizialmente previste nel calendario iridato, i motoristi decidono di congelare lo sviluppo delle power unit, dopo la prima gara. La Honda, che supporta Red Bull Racing e la Scuderia AlphaTauri, porta una versione aggiornata, rispetto a quella presentata al Gran Premio d'Australia, così come la Mercedes che, oltre alla propria scuderia, sostiene Racing Point e Williams. La Renault (che oltre al proprio team è la fornitrice della power unit anche per la McLaren), decide invece di confermare la specifica già prevista per la gara inaugurale in Australia, poi non disputatasi.

### Aspetti sportivi
La gara inaugurale della stagione avrebbe dovuto essere il Gran Premio d'Australia, il 15 marzo, che venne però annullato poco prima dell'inizio della prima sessione di prove libere a seguito della scoperta di alcune persone infette al SARS-CoV-2.
La FIA, in reazione al diffondersi della pandemia, è stata costretta a rivoluzionare il calendario per la stagione 2020, con l'annullamento dei gran premi d'Olanda, di Monaco, d'Azerbaigian, di Francia, di Singapore e del Giappone. La Federazione ha stilato, il 2 giugno, un primo calendario, in cui sono previste otto gare, tutte in Europa, decidendo di iniziare con il Gran Premio d'Austria, nella sua già prevista data del 5 luglio. Per la prima volta, così, una stagione iridata inizia con tale gara, ed è la prima volta dal 1966 che la stagione inizia con una gara europea.
L'ex Scuderia Toro Rosso cambia il suo nome in Scuderia AlphaTauri per promuovere l'omonimo marchio di moda creato nel 2016, come estensione dell'universo Red Bull, abbandonando così dopo quattordici anni la precedente denominazione: il nuovo nome deriva da Aldebaran, stella rossa della costellazione del Toro e rende omaggio alla società fondatrice.
La Williams promuove Nicholas Latifi, pilota di riserva, quale nuovo pilota titolare, assieme al confermato George Russell. Il canadese prende il posto di Robert Kubica. Il polacco diventa pilota di riserva all'Alfa Romeo Racing. Latifi sceglie come numero di gara il 6, utilizzato per l'ultima volta dal campione del mondo 2016 Nico Rosberg, in omaggio alla sua città natale Toronto. Per la prima volta dal Gran Premio di Las Vegas 1981 due piloti canadesi (oltre a Latifi è presente anche Lance Stroll alla Racing Point) sono iscritti a una stessa gara del mondiale di Formula 1.
Rientra nel campionato il francese Esteban Ocon, che diventa pilota titolare alla Renault, in luogo di Nico Hülkenberg, dopo una stagione da pilota di riserva alla Mercedes e alla Racing Point. Ocon ha già disputato 50 gran premi di Formula 1, tra il 2016 e il 2018, con Manor e Force India.
In questa stagione, Rolex è title sponsor del Gran Premio.
Sulle vetture della Ferrari appare il logo #forzaAlex, per sostenere Alex Zanardi, ex pilota di Formula 1, vittima di un incidente stradale in handbike.
La Mercedes abbandona la tradizionale livrea colore argento, utilizzata nei test e prevista anche per il Gran Premio d'Australia, poi annullato a causa della pandemia di COVID-19, per adottare una livrea nera, quale messaggio contro le proteste razziali negli Stati Uniti d'America. La McLaren, invece, aderisce all'iniziativa #WeRaceAsOne, che raccoglie fondi per le organizzazioni che lottano contro il COVID-19 e presenta una livrea leggermente aggiornata con l'aggiunta di alcuni dettagli.
La Ferrari viene iscritta all'evento, come accaduto nel 2019 e come era successo al Gran Premio d'Australia, poi annullato a causa della pandemia di COVID-19, solo come "Scuderia Ferrari", senza il title sponsor Mission Winnow, in quanto sarebbe una forma indiretta di pubblicità al tabacco.
La Williams, dopo che era stata iscritta al Gran Premio d'Australia, poi annullato a causa della pandemia di COVID-19, come "ROKiT Williams Racing", a causa dello scioglimento del contratto con il title sponsor per dissidi circa la competitività della squadra, viene iscritta solo come "Williams Racing".
L'ex pilota di Formula 1 Vitantonio Liuzzi è nominato commissario aggiunto da parte della FIA. L'italiano ha svolto in passato tale funzione al Gran Premio di Gran Bretagna 2019.

## Prove

### Resoconto
La prima sessione del venerdì inizia su pista bagnata, tanto da costringere i piloti a utilizzare le gomme intermedie. Con il passare dei minuti la situazione migliora, consentendo ai piloti di passare alle gomme slick.
Il più rapido è stato Lewis Hamilton, che ha preceduto di tre decimi Valtteri Bottas, sull'altra Mercedes, e di sei decimi Max Verstappen su Red Bull Racing. L'olandese è stato autore anche di un testacoda: la vettura anglo-austriaca ha mostrato una certa difficoltà a mandare in temperatura gli pneumatici. Le McLaren hanno chiuso con il quarto e sesto tempo, divise, in classifica, da Sergio Pérez, su Racing Point.
Tutti i migliori hanno utilizzato la mescola più morbida, mentre le Ferrari, che hanno chiuso con il decimo e dodicesimo tempo, hanno optato per la mescola media. Le vetture italiane hanno mostrato una migliore competitività sul passo di gara, che sul giro secco.
Non ha fatto segnare tempi con gomme slick Romain Grosjean, su Haas, per un problema all'impianto dei freni, che è stato risolto solo a fine sessione.
Le due Mercedes sono state le più veloci anche nella sessione del venerdì pomeriggio. Anche in questo caso il campione del mondo Hamilton ha preceduto il compagno di team, Bottas, per meno di due decimi. Il finlandese ha commesso un piccolo errore nel suo giro migliore ed è stato poi penalizzato da un problema al cambio. Al terzo posto si è issata un'altra vettura motorizzata dalla casa tedesca, la Racing Point di Pérez. Al quarto posto è risalito Sebastian Vettel, con un distacco di sei decimi dal tempo del migliore.
A causa della rottura dell'ala anteriore nel suo giro migliore, Max Verstappen si è dovuto accontentare dell'ottavo tempo, mentre l'altro pilota della Red Bull Racing, Albon, è quindicesimo.
Anche al sabato mattina le due vetture anglo-tedesche hanno comandato la lista dei tempi. Per la terza volta Lewis Hamilton è stato il migliore, battendo di un decimo e mezzo Valtteri Bottas e di quasi tre Max Verstappen. La pista non è risultata particolarmente veloce, tanto che il tempo del campione del mondo è comunque più alto di quello fatto segnare nell'analoga sessione dell'edizione 2019.
Sergio Pérez ha confermato ancora la competitività della Racing Point, portandosi al quarto posto, davanti a Charles Leclerc e Alexander Albon, l'altro pilota della Red Bull Racing, che però dispone di una vettura meno evoluta di quella di Verstappen.
La sessione è stata anche interrotta dalla bandiera rossa: Nicholas Latifi ha perso il controllo della sua Williams alla prima curva, sbattendo contro le barriere.

### Risultati
Nella prima sessione del venerdì si è avuta questa situazione:
| Pos | Nº | Pilota          | Costruttore           | Tempo    | Gap    | Giri |
| --- | -- | --------------- | --------------------- | -------- | ------ | ---- |
| 1   | 44 | Lewis Hamilton  | Mercedes              | 1'04"816 |        | 42   |
| 2   | 77 | Valtteri Bottas | Mercedes              | 1'05"172 | +0"356 | 38   |
| 3   | 33 | Max Verstappen  | Red Bull Racing-Honda | 1'05"418 | +0"602 | 37   |

Nella seconda sessione del venerdì si è avuta questa situazione:
| Pos | Nº | Pilota          | Costruttore               | Tempo    | Gap    | Giri |
| --- | -- | --------------- | ------------------------- | -------- | ------ | ---- |
| 1   | 44 | Lewis Hamilton  | Mercedes                  | 1'04"304 |        | 42   |
| 2   | 77 | Valtteri Bottas | Mercedes                  | 1'04"501 | +0"197 | 37   |
| 3   | 11 | Sergio Pérez    | Racing Point-BWT Mercedes | 1'04"945 | +0"641 | 48   |

Nella sessione del sabato si è avuta questa situazione:
| Pos | Nº | Pilota          | Costruttore           | Tempo    | Gap    | Giri |
| --- | -- | --------------- | --------------------- | -------- | ------ | ---- |
| 1   | 44 | Lewis Hamilton  | Mercedes              | 1'04"130 |        | 21   |
| 2   | 77 | Valtteri Bottas | Mercedes              | 1'04"277 | +0"147 | 22   |
| 3   | 33 | Max Verstappen  | Red Bull Racing-Honda | 1'04"413 | +0"283 | 20   |

## Qualifiche

### Resoconto
Le prime vetture che affrontano la pista nelle qualifiche sono le Alfa Romeo Racing, che però vedono il loro tempo presto battuto da Lance Stroll su Racing Point.
Con l'arrivo in pista di Max Verstappen il tempo di riferimento si abbassa a 1'04"326: l'olandese sopravanza Carlos Sainz Jr., Sergio Pérez, Lando Norris, Pierre Gasly e Alexander Albon; tutti si piazzano davanti a Stroll, con un margine tra Verstappen e il canadese di soli 352 millesimi.
Il primo tentativo delle Mercedes non rivoluziona la classifica, con Valtteri Bottas quarto e Lewis Hamilton solo dodicesimo. Nel tentativo successivo il campione del mondo migliora e si piazza secondo.
Anche Stroll migliora, prima di essere battuto da Verstappen e Bottas. La lotta per entrare in Q2 è molto serrata e vede spuntarla Romain Grosjean. Non passano, invece, il compagno di team del francese, Kevin Magnussen, i due piloti della Williams e i due dell'Alfa Romeo Racing.
Nella seconda fase le Mercedes optano per le gomme morbide, ottenendo con Hamilton 1'03"325: Bottas resta staccato di due decimi. Chi opta per un tentativo in gomme medie è Max Verstappen, che però è solo ottavo, in mezzo ai tempi fatti dalle Ferrari. Terzo è Norris, davanti al duo della Racing Point.
L'altra Red Bull Racing di Albon è fuori dalla top 10, pur utilizzando gomme morbide. Nel frattempo Verstappen, sempre con coperture medie, scala sesto.
Nella fase finale della Q2 Esteban Ocon non si migliora, e resta quattordicesimo, mentre Bottas scalza Hamilton dalla vetta dei tempi (1'03"015). Alexander Albon scala terzo, eliminando di fatto Sebastian Vettel, battuto di poco anche dal compagno di team Leclerc. Per il tedesco è la prima eliminazione dal Q3 dopo il Gran Premio di Russia 2014.
Daniel Ricciardo, le McLaren e le Racing Point abbassano i loro tempi, mentre Verstappen rinuncia all'ultimo tentativo, restando così l'unico dei primi dieci piloti in griglia a potere montare gomme di mescola media al via della gara. Vengono eliminati, oltre a Vettel, anche le due AlphaTauri, Ocon e Grosjean.
In Q3 Valtteri Bottas fa fermare i cronometri su 1'02"939, nuovo record della pista, ma soprattutto precedendo Lewis Hamilton, che resta sopra il minuto e tre secondi. Lando Norris abortisce il suo tentativo, mentre il suo compagno di squadra della McLaren, Sainz Jr., si piazza terzo, alle spalle delle due Mercedes.
Alle spalle dello spagnolo c'è Sergio Pérez, seguito da Charles Leclerc. Poco dopo le due Red Bull Racing si insediano tra le due vetture anglo-tedesche. Lance Stroll chiude il suo primo giro veloce con il sesto tempo.
Con il secondo tentativo Leclerc strappa il sesto tempo, mentre Bottas commette un errore, sporcando il suo giro. Hamilton però, per soli 12 millesimi, non è capace di battere il finlandese, che conquista la sua dodicesima pole position nel mondiale. Verstappen è terzo, davanti a Norris, che con il suo solo giro veloce è quarto.
Al termine della sessione di qualifica Lewis Hamilton viene convocato dai commissari, in quanto non avrebbe rispettato le bandiere gialle in Q3 e per avere superato i limiti della pista, alla curva 10. Inizialmente non penalizzato, viene riconvocato dai commissari prima della gara dopo una richiesta di revisione da parte della Red Bull Racing, ricevendo una penalità di tre posizioni sulla griglia di partenza e di due punti sulla superlicenza.

### Risultati
Nella sessione di qualifica si è avuta questa situazione:
| Pos                         | Nº | Pilota             | Costruttore               | Q1       | Q2       | Q3       | Griglia |
| --------------------------- | -- | ------------------ | ------------------------- | -------- | -------- | -------- | ------- |
| 1                           | 77 | Valtteri Bottas    | Mercedes                  | 1'04"111 | 1'03"015 | 1'02"939 | 1       |
| 2                           | 44 | Lewis Hamilton     | Mercedes                  | 1'04"198 | 1'03"096 | 1'02"951 | 5       |
| 3                           | 33 | Max Verstappen     | Red Bull Racing-Honda     | 1'04"024 | 1'04"000 | 1'03"477 | 2       |
| 4                           | 4  | Lando Norris       | McLaren-Renault           | 1'04"606 | 1'03"819 | 1'03"626 | 3       |
| 5                           | 23 | Alexander Albon    | Red Bull Racing-Honda     | 1'04"661 | 1'03"746 | 1'03"868 | 4       |
| 6                           | 11 | Sergio Pérez       | Racing Point-BWT Mercedes | 1'04"543 | 1'03"860 | 1'03"868 | 6       |
| 7                           | 16 | Charles Leclerc    | Ferrari                   | 1'04"500 | 1'04"041 | 1'03"923 | 7       |
| 8                           | 55 | Carlos Sainz Jr.   | McLaren-Renault           | 1'04"537 | 1'03"971 | 1'03"971 | 8       |
| 9                           | 18 | Lance Stroll       | Racing Point-BWT Mercedes | 1'04"309 | 1'03"955 | 1'04"029 | 9       |
| 10                          | 3  | Daniel Ricciardo   | Renault                   | 1'04"556 | 1'04"023 | 1'04"239 | 10      |
| 11                          | 5  | Sebastian Vettel   | Ferrari                   | 1'04"554 | 1'04"206 | N.D.     | 11      |
| 12                          | 10 | Pierre Gasly       | AlphaTauri-Honda          | 1'04"603 | 1'04"305 | N.D.     | 12      |
| 13                          | 26 | Daniil Kvjat       | AlphaTauri-Honda          | 1'05"031 | 1'04"431 | N.D.     | 13      |
| 14                          | 31 | Esteban Ocon       | Renault                   | 1'04"933 | 1'04"643 | N.D.     | 14      |
| 15                          | 8  | Romain Grosjean    | Haas-Ferrari              | 1'05"094 | 1'04"691 | N.D.     | 15      |
| 16                          | 20 | Kevin Magnussen    | Haas-Ferrari              | 1'05"164 | N.D.     | N.D.     | 16      |
| 17                          | 63 | George Russell     | Williams-Mercedes         | 1'05"167 | N.D.     | N.D.     | 17      |
| 18                          | 99 | Antonio Giovinazzi | Alfa Romeo Racing-Ferrari | 1'05"175 | N.D.     | N.D.     | 18      |
| 19                          | 7  | Kimi Räikkönen     | Alfa Romeo Racing-Ferrari | 1'05"224 | N.D.     | N.D.     | 19      |
| 20                          | 6  | Nicholas Latifi    | Williams-Mercedes         | 1'05"757 | N.D.     | N.D.     | 20      |
| Tempo limite 107%: 1'08"505 |    |                    |                           |          |          |          |         |

In grassetto sono indicate le migliori prestazioni in Q1, Q2 e Q3.

## Gara

### Resoconto
Prima della gara i piloti, sulla pit lane, indossano una maglietta che invita alla lotta contro il razzismo. Alcuni si inginocchiano anche sulla pista.
Al via Valtteri Bottas permane al comando, mentre Max Verstappen deve difendersi da Lando Norris e da Alexander Albon. Seguono poi Lewis Hamilton, Sergio Pérez, Charles Leclerc, Carlos Sainz Jr. e Lance Stroll. Nel corso del terzo giro Albon passa Norris, che viene superato, poco dopo, anche da Hamilton.
Hamilton, all'ottavo giro, supera anche Albon, e si pone alle spalle di Verstappen. L'olandese è costretto presto al ritiro: al decimo giro la sua Red Bull Racing sconta problemi al cambio. Verstappen va ai box, cambia il volante e le gomme, ma non riesce a ripartire. Lewis Hamilton scala al secondo posto, staccato di 7 secondi dal compagno di scuderia Bottas.
Al quindicesimo giro Lance Stroll comunica di avere dei problemi di potenza alla power unit, che lo costringeranno a cedere diverse posizioni, nei giri seguenti. Due giri dopo anche sulla Renault di Daniel Ricciardo si presentano delle noie tecniche: l'australiano, che era in zona punti, è costretto all'abbandono. Anche Stroll si ritira, al giro 20. Nello stesso passaggio Romain Grosjean è autore di un'uscita di pista, dopo un testacoda, ma il francese è capace di guadagnare i box e cambiare gli pneumatici.
Al venticinquesimo giro Esteban Ocon attacca Kevin Magnussen alla seconda curva; il danese sconta un problema ai freni, va lungo nella via di fuga, e deve abbandonare la gara. La direzione di gara invia in pista la safety car. Rientrano ai box quasi tutti i piloti rimasti in gara, per montare gomme dure, tranne Pérez che opta per le medie. Dopo cinque giri riprende il gran premio: Valtteri Bottas mantiene la vetta, mentre alle sue spalle rimane Lewis Hamilton. Vi sono poi Albon, Norris, Pérez, Leclerc, Sainz Jr., Vettel, Gasly e Kvjat. Sainz Jr. cerca l'attacco a Leclerc, ma senza successo; Vettel tenta di approfittarne, ma colpisce la vettura dello spagnolo, si gira e cede diverse posizioni.
Nei giri successivi si accende la lotta tra le due Mercedes, con Bottas e Hamilton che si alternano nel segnare diversi giri veloci, nonostante il muretto della scuderia anglo-tedesca esprima preoccupazione per la condizione di entrambe le vetture e inviti i piloti a evitare i cordoli. Al trentatreesimo giro Sergio Pérez passa Norris.
Al cinquantesimo giro si ritirano sia Romain Grosjean (dopo un'uscita di pista) che George Russell (per problemi al motore). La safety car è nuovamente rimandata in pista, al fine di consentire ai commissari di recuperare la vettura di Russell. Effettuano la sosta, tra i primi, Alexander Albon, Lando Norris e Charles Leclerc. Albon monta gomme morbide, mentre Norris e Leclerc scelgono le medie. Il giro seguente si ferma anche Sainz Jr., per montare mescole medie.
La gara riprende sempre con il duo della Mercedes Bottas-Hamilton al comando, seguiti da Albon, Pérez, Norris, Leclerc e Gasly. Alla ripartenza Albon attacca Pérez, mentre si sfila la gomma anteriore destra sull'Alfa Romeo Racing di Kimi Räikkönen: lo pneumatico termina, senza conseguenze, in una via di fuga. La vettura di sicurezza viene ancora fatta rientrare sul tracciato. I piloti, per evitare i detriti lasciati dalla vettura del finlandese, passano all'interno della corsia dei box. In regime di safety car Pérez cede la posizione ad Albon, perché il messicano aveva sopravanzato il pilota della Red Bull dopo l'esposizione del cartello che indicava il rientro della vettura di sicurezza.
Quando il gran premio riprende nella sua valenza sportiva Alexander Albon attacca Lewis Hamilton, ma le due monoposto vanno a contatto, con il primo dei due che finisce fuori pista cedendo diverse posizioni, ma può proseguire la gara. Bottas comanda con oltre un secondo di margine su Hamilton, mentre Sergio Pérez è staccato di 2"8, poi Lando Norris a 3"2 e Charles Leclerc a 4". Il monegasco passa Norris al giro 64 e, due giri dopo, anche Pérez.
La direzione di gara penalizza Hamilton di cinque secondi, giudicandolo responsabile del contatto con Albon, il quale, nel frattempo, è definitivamente costretto a fermarsi per via di un problema elettrico. Anche Sergio Pérez subisce la stessa penalità, per avere superato il limite di velocità, nella corsia dei box. Il pilota della Racing Point è in crisi con le gomme, avendo effettuato un solo pit stop, tanto da venir passato da Norris al sessantanovesimo passaggio. Al giro 70 cede la gomma posteriore sinistra sull'AlphaTauri di Daniil Kvjat, che esce di pista.
Valtteri Bottas vince per l'ottava volta in carriera, davanti a Lewis Hamilton che, a causa della penalità, scala quarto. Salgono così sul podio Charles Leclerc e Lando Norris. Per Norris è il primo podio della carriera; il britannico coglie, proprio nell'ultimo giro, il suo primo giro veloce. L'AlphaTauri, grazie al settimo posto di Pierre Gasly, arriva per la prima volta a punti con la nuova denominazione dal suo esordio in Formula 1 (quando si chiamava ancora Toro Rosso). Esteban Ocon arriva a punti per la prima volta dal suo rientro in Formula 1 dal Gran Premio del Giappone 2018, quando si piazzò in nona posizione alla guida della Force India. Solo 13 vetture risultano classificate in gara, il numero più basso dal Gran Premio di Singapore 2017, dove furono 12 i piloti classificati. Per la McLaren è il primo giro più veloce dal Gran Premio d'Ungheria 2017 con Fernando Alonso, mentre per il costruttore Renault è il primo giro più veloce dal Gran Premio di Singapore 2015 con Daniel Ricciardo su Red Bull Racing.

### Risultati
I risultati del Gran Premio sono i seguenti:
| Pos | Nº | Pilota             | Costruttore               | Giri | Tempo/Ritiro       | Griglia | Punti |
| --- | -- | ------------------ | ------------------------- | ---- | ------------------ | ------- | ----- |
| 1   | 77 | Valtteri Bottas    | Mercedes                  | 71   | 1h30'55"739        | 1       | 25    |
| 2   | 16 | Charles Leclerc    | Ferrari                   | 71   | +2"700             | 7       | 18    |
| 3   | 4  | Lando Norris       | McLaren-Renault           | 71   | +5"491             | 3       | 16    |
| 4   | 44 | Lewis Hamilton     | Mercedes                  | 71   | +5"689             | 5       | 12    |
| 5   | 55 | Carlos Sainz Jr.   | McLaren-Renault           | 71   | +8"903             | 8       | 10    |
| 6   | 11 | Sergio Pérez       | Racing Point-BWT Mercedes | 71   | +15"092            | 6       | 8     |
| 7   | 10 | Pierre Gasly       | AlphaTauri-Honda          | 71   | +16"682            | 12      | 6     |
| 8   | 31 | Esteban Ocon       | Renault                   | 71   | +17"456            | 14      | 4     |
| 9   | 99 | Antonio Giovinazzi | Alfa Romeo Racing-Ferrari | 71   | +21"146            | 18      | 2     |
| 10  | 5  | Sebastian Vettel   | Ferrari                   | 71   | +24"545            | 11      | 1     |
| 11  | 6  | Nicholas Latifi    | Williams-Mercedes         | 71   | +31"650            | 20      |       |
| Rit | 26 | Daniil Kvjat       | AlphaTauri-Honda          | 69   | Foratura           | 13      |       |
| Rit | 23 | Alexander Albon    | Red Bull Racing-Honda     | 67   | Problemi elettrici | 4       |       |
| Rit | 7  | Kimi Räikkönen     | Alfa Romeo Racing-Ferrari | 53   | Perdita pneumatico | 19      |       |
| Rit | 63 | George Russell     | Williams-Mercedes         | 49   | Pressione benzina  | 17      |       |
| Rit | 8  | Romain Grosjean    | Haas-Ferrari              | 49   | Freni              | 15      |       |
| Rit | 20 | Kevin Magnussen    | Haas-Ferrari              | 24   | Freni              | 16      |       |
| Rit | 18 | Lance Stroll       | Racing Point-BWT Mercedes | 20   | Motore             | 9       |       |
| Rit | 3  | Daniel Ricciardo   | Renault                   | 17   | Surriscaldamento   | 10      |       |
| Rit | 33 | Max Verstappen     | Red Bull Racing-Honda     | 11   | Problemi elettrici | 2       |       |

Lando Norris riceve un punto addizionale per avere segnato il giro più veloce della gara.

## Classifiche mondiali

### Piloti
| Pos | Pilota             | Punti |
| --- | ------------------ | ----- |
| 1   | Valtteri Bottas    | 25    |
| 2   | Charles Leclerc    | 18    |
| 3   | Lando Norris       | 16    |
| 4   | Lewis Hamilton     | 12    |
| 5   | Carlos Sainz Jr.   | 10    |
| 6   | Sergio Pérez       | 8     |
| 7   | Pierre Gasly       | 6     |
| 8   | Esteban Ocon       | 4     |
| 9   | Antonio Giovinazzi | 2     |
| 10  | Sebastian Vettel   | 1     |

### Costruttori
| Pos | Costruttore               | Punti |
| --- | ------------------------- | ----- |
| 1   | Mercedes                  | 37    |
| 2   | McLaren-Renault           | 26    |
| 3   | Ferrari                   | 19    |
| 4   | Racing Point-BWT Mercedes | 8     |
| 5   | AlphaTauri-Honda          | 6     |
| 6   | Renault                   | 4     |
| 7   | Alfa Romeo Racing-Ferrari | 2     |

## Decisioni della FIA
Al termine della gara la FIA multa di 5 000 euro l'Alfa Romeo Racing per avere fissato male la ruota anteriore destra che Kimi Räikkönen ha perso costringendolo al ritiro.